# Colonialismo cultural
Colonialismo cultural é uma forma de se alterar sutilmente a cultura de um grupo de indivíduos (território, país) por meio da manipulação dos meios de comunicação (cinema, televisão, etc.), fazendo com que muitas vezes estes sejam desapossados de parte dos seus bens culturais.
É uma estratégia utilizada pelos imperialismos para manterem seu domínio.
Para Ngũgĩ wa Thiong'o, o controlo económico e político nunca poderá ser completo ou eficaz sem controlo mental. Controlar a cultura de um povo é controlar as suas ferramentas de autodefinição em relação aos outros.
Para Augusto Boal, o colonialismo cultural designa a opressão que, mesmo após o fim do colonialismo formal, subsiste no âmbito da cultura.
A dominação cultural é um dos três pilares que mantém os impérios. Os outros pilares são: o domínio econômico e o domínio militar.
Nas vias culturais é exercida uma estratégia sobre os dominados que utiliza da propaganda, da censura ou do impedimento da produção cultural, da desinformação, com negação de verdades ou com a ocultação do passado histórico. Isto leva aos indivíduos a perceberem a cultura imposta como superior e a sua própria cultura como inferior.

## Fundamentos filosóficos
O processo econômico de relações entre desiguais sob dominação e colonização no mundo ocidental já vem justificado, marcado, pelo saber da Grécia Antiga. Assim Platão na sua República:
| “ | Sócrates — Em primeiro lugar, no que concerne à escravatura. Julgas justo que cidades gregas escravizem gregos ou devem proibi-lo às outras, dentro do possível, e que os gregos se acostumem a poupar a raça grega, com medo de cair na servidão dos bárbaros? Glauco — O importante é que os gregos se sirvam disso com ponderação. Sócrates — E importante, então, que não possuam escravos gregos e aconselhem os outros gregos a seguir o seu exemplo. | ” |

Na obra Política de Aristóteles destacam estes parágrafos do seu pensamento de onde nasceria o conceito de "servidão natural":
| “ | Em geral, os helenos são livres por natureza, enquanto os bárbaros são escravos por natureza. Desde o nascimento uns estavam destinados para mandar e outros para obedecer, uns para reger e outros para ser regidos. Pois aquele ser que, graças à sua inteligência, tem a capacidade de prever é, por natureza, um chefe (árchon) e um senhor (despózon), ao passo que o ser que é capaz de executar as ordens do outro por meio de seu corpo, é um subordinado e um escravo por natureza; daí vem que o escravo e o senhor têm o mesmo interesse. | ” |

A categoria bárbaro no mundo grego, alargadamente usada em épocas posteriores, está entendida como pessoa de civilização ou cultura inferior, mais tarde, a partir do século VI até o final do século XV, barbarus veio equivaler a paganus do ponto de vista religioso. Para o sociólogo Vilfredo Pareto (1848-1923) o conceito da barbárie continua a ideia de Aristóteles da "servidão natural", sendo justo e de proveito que uns povos mandem e que os bárbaros obedeçam.
O debate filosófico e legislativo do período colonial nascido no século XVI, qualifica com a palavra bárbaro aquele povo que não é capaz de se governar por si mesmo, e pelo tanto de justificável colonização.
Neste século XVI foi célebre a batalha escolástica entre Bartolomeu de las Casas e Juan Ginés de Sepúlveda, tendo por pano de fundo a discussão sobre a barbaridade das pessoas americanas. Casas apresentou argumentos para qualificar as pessoas da América como seres com alma, mas dentro de um estado de barbárie que precisava da cristianização; "bárbaros a cristianizar" e "primitivos a civilizar". Juan Ginés de Sepúlveda para demostrar a "falta de alma" das pessoas do outro continente usa argumentos hoje qualificados como de etnocentrismo cultural: os índios não tem sentido da propriedade privada, nem noção dos mercados (na época, algumas sociedades produziam em formas coletivas e a riqueza era distribuída com reciprocidade).
Este discurso de "falta de alma" mudou posteriormente na "falta de humanidade" e no racismo que se alicerçou em saberes "científicos".
Casas discute também o conceito de guerra justa com o padre Gregorio Lita, este último apoiando-se em Tomás de Aquino, legitima submeter a povos que tem em si malignidade ou que são bárbaros.
O conceito de bárbaro é desarmado por Michel de Montaigne também neste século XVI:
| “ | ...acho que não há nessa nação nada de bárbaro e de selvagem, pelo que me contaram, a não ser porque cada qual chama de barbárie aquilo que não é de seu costume; como verdadeiramente parece que não temos outro ponto de vista sobre a verdade e a razão a não ser o exemplo e o modelo das opiniões e os usos do país em que estamos... | ” |

A colonização cultural nasce de valores antitéticos à Alteridade.
Na alteridade, uma pessoa respeita a outra, um povo a outro, o diálogo é frutífero. Se não há alteridade, quem é mais forte domina o outro e termina por impor suas crenças. "Dou-me um lugar a mim como se eu for outro de mim mesmo". Não é de jeito narcisista que “eu” dou o lugar ao outro.
Busca o colonialismo cultural a eliminação do “outro” uma negação da alteridade, seja pela segregação, integração forçada ou aculturação.
A barbárie interiorizada pelo colonizado: A barbárie é o maior sinal de colonização. O sujeito cultural colonizado funda a sua "identidade" em uma suposta barbárie que lhe faz apreender do colonizador e; desde ela é estabelecido o seu lugar no mundo: o sujeito cultural colonizado é um sujeito infantilizado (aqui o qualificativo infantilizado está usado com a ideia que tem da infância a sociedade europeia e europeizada, além de outras sociedades, como manipulável, ideologicamente inferior ou imatura).

## A relevância da cultura nos processos coloniais
Para Amilcar Cabral (1978), os processos de dominação colonial comportam dois tipos de ações sobre as sociedades colonizadas, uma atuação material e outra de natureza cultural: sendo o domínio imperialista a negação do processo histórico da sociedade dominada, é necessariamente a negação do seu processo cultural. A estagnação do processo de desenvolvimento endógeno pela colonização tem como consequência a paralisação do desenvolvimento próprio da cultura do povo dominado.
Escreve Milan Kundera no seu romance O Livro do Riso e do Esquecimento citando o historiador e político Milan Hübl:
| “ | Para liquidar os povos, disse Hübl, começa-se por lhes tirar a memória. Destroem-se os seus livros, a sua cultura, a sua história. E alguém lhes escreve outros livros, dá-lhes outra cultura e inventa-lhes outra história. Esquecem o que são e o que foram, e o mundo ao seu redor esquece-os ainda mais rápido. | ” |

Talvez este trecho anterior esteja baseado no sofrido durante a ocupação nazista pelas gentes da Checoslováquia (estado ao que pertenceram os anteriormente citados Hübl e Kundera) durante o processo de germanização, sendo um dos Reichsprotektoren "governantes" do Protetorado da Boémia e Morávia: Reinhard Heydrich, com frases exemplarizantes compiladas por Callum A. MacDonald no livro "The Killing Of Reinhard Heydrich: The SS "Butcher Of Prague":
| “ | Privem o povo da sua consciência nacional, tratem-nos como uma tribo e não como uma nação, diluam a sua honra nacional, não ensinem a sua história, propaguem que a sua língua é inferior, façam-lhes ver que eles têm um vazio cultural, enfatizem que os seus costumes são primitivos, e enganem-nos com que a independência é uma bárbara anomalia. | ” |

Assim os bens culturais do povo sob colonização costumam ser desatendidos, abandonados, expropriados, levados para um museu da metrópole, ou descontextualizados em museus locais. É criado e promovido um relato unilateral que apaga ou oculta a cultura do colonizado da história.
O colonialismo cultural é uma ferramenta de dominação, o controle por parte da metrópole da cultura atua sobre o comportamento de indivíduos e grupos. Este submetimento de uma nação por outra nação mais poderosa, que atinge à cultura, leva a uma modificação dos valores e percepções da dominada, da sua cosmovisão ou filosofia, da sua gnosiologia ou epistemologia, o seu jeito de perceber o mundo, de entender o mundo, de atuar no mundo. A colonização coloniza mentes e emoções assim como também corpos, terra e trabalho
. A dominação cultural reduze as culturas primigênias dos territórios colonizados à categoria de infraculturas.
Na lógica do processo de colonização cultural, os indivíduos pertencentes à infracultura são também inferiores e consideram-se a si mesmos inferiores.
Para Frantz Fanon e Amílcar Cabral o colonialismo cultural provoca uma submissão mental e apatia, que anula qualquer iniciativa ou ação política por parte da população colonizada. A inferiorização provocada pelo colonialismo cultural é explicada por George Herbert Mead: O conceito de si mesmo e do mundo que o ser humano na infância forma, cria-se a partir da absorção das funções dos papeis das pessoas que o rodeiam, as quais são modelo identificação. Assim o indivíduo não alcança o conceito de si mesmo de forma direta, mas em forma indireta a partir dos pontos de vista particulares, dos outros membros individuais do seu grupo social, e do ponto de vista generalizado do grupo social como um todo do que faz parte.
Ocorre uma aprendizagem sobre o colonizado onde a versão colonizadora é interiorizada, pertence então a um povo "primitivo, atrasado, subdesenvolvido".
Aprendizagens condicionadas, reforçadas pela sociedade (religião, mídia, sistema educativo...) deformam a consciência coletiva e individual, produzindo-se uma sociedade com vergonha e estranhamento da sua própria identidade, aparece o auto-ódio, a vergonha étnica, e a vergonha cultural.
Como exemplo, Boal no seu Teatro do Oprimido  a respeito do que gera o visionado dos filmes de faroeste na população nativa de América do Norte escreve:
| “ | Os meninos, empaticamente, abandonam o seu próprio universo, a necessidade de defender a sua terra, e assumem, empaticamente, o universo do invasor ianque. | ” |

Boal no seu "A Estética do Oprimido"  refere como a estrutura da opressão, da inferiorização é mantida graças a que a subjetividade está moldada, manipulada.
Disto pode ser inferido o grande peso que na colonização cultural tem o cinema; a aceitação do imperialismo, mormente dos Estados Unidos da América, e em geral de qualquer imperialismo, tem a sua propaganda psicológica no grande acervo de filmes produzidos desde esse país, e distribuídos mundialmente. A opressão em maior ou menor medida necessita da aceitação da vítima, neste caso o cinema propagandístico faz o seu trabalho subliminal.
Já fora da ação propagandística direta que o cinema faz, Alessandro Reina divulga estas ideias: A estética dos filmes comerciais norte-americanos ao longo dos anos e com tão profusa distribuição criou a ideia do que é um "bom filme", isto levou o público a considerar qualquer filme diferente das estéticas e dos modos narrativos usados maciçamente pelo cinema estadunidense e os cinemas dele derivados, como ruim. O público obrigado a construir e consumir a perspectiva de que somente o modo narrativo e estético dos filmes norte-americanos representa um ícone de qualidade cinematográfica, fecha as portas da percepção para outras possibilidades de expressão, inclusive as da sua própria cultura. Em maior ou menor grau a pessoa treinada, formada, neste modo de percepção, fica com dificuldades para poder observar o mundo desde outras perspectivas que não as estadunidenses, ou considerar válidas, e não ridículas, outras narrativas ou estéticas, outras formas de cinema, outras formas de estar no mundo.

Sociedades e indivíduos na auto-xenofobia, consideram também inferior e dentro da normalidade, qualquer outra sociedade ou cultura sob domínio cultural de metrópoles. Também é frequente nas sociedades de dinâmica colonial que apareça a opressão internalizada, onde o grupo oprimido apreende a utilizar e a aplicar os métodos do opressor contra si mesmo.
O processo de colonização cultural não está isento de racialização ou etnicização, no que a ideologia de um grupo dominante adscreve uma identidade cultural inferiorizadora para o grupo dominado, já for relativa às suas capacidades intelectuais ou laborais, (muito estendida e preconceituosa com a população africana ou afrodescendente), à sua incapacidade cultural para se adaptar à economia de mercado.
Esta atribuída inferiorização é argumento para justificar desde a metrópole a espoliação e a pobreza; assim por exemplo na Wikipédia espanhola no artigo sobre a Economia da Galiza, nação sob colonialidade interna do Estado Espanhol, é citado:
| “ | La idiosincrasia en la región gallega y su sociedad ocasiona el declive de las principales actividades industriales a favor de los recursos naturales... A idiossincrasia na região galega e a sua sociedade ocasiona o declínio das principais atividades industriais a favor dos recursos naturais... | ” |

A sociedade ou a pessoa sob colonização cultural, já em alienação colonial, aceita, orgulha-se, interioriza a sua etnicização.
Assim por exemplo no livro O Direito à Preguiça de Paul Lafargue (1880), é para destacar que entre os povos etnicizados como bons para o trabalho, estejam povos baixo colonização interna dos estados-nação europeus:
| “ | ...quais são as raças para quem o trabalho é uma necessidade orgânica? Os auverneses; os escoceses, esses auverneses das ilhas britânicas; os galegos, esses auverneses da Espanha; os pomeranianos, esses auverneses da Alemanha... | ” |

Os saberes europeus, na sua ideia de partir o mundo e dispô-lo em escalas de valores, utiliza e difunde como verdade a ideia de “progresso cultural”; como se a cultura buscasse um fim de perfeição, como se houvesse culturas mais avançadas e menos avançadas.
Leva esta comparação também a confusão entre cultura e tecnicidade; é frequente que a tecnicidade seja pensado que faz parte da cultura.
A tecnicidade de uma sociedade qualifica-se de avançada ou atrasada a respeito do conhecimento científico e da sua aplicação em tecnologia. É possível ser isto observado de outro ponto de vista, pois uma tecnicidade considerada superior pode ser inoperante em determinadas circunstâncias onde técnicas mais “simples” produzem resultados mais eficientes.
A pessoa de cultura inferiorizada, submetida a um processo de avaliação para conseguir um lugar na sociedade colonizada, tem de demonstrar que conhece e pode desenvolver-se na cultura do colonizador, sobretudo nas competências linguísticas.
No âmbito do colonialismo cultural, na língua é onde mais facilmente pode ser avaliado o processo de dominação cultural.
Por exemplo no Quebeque, de cultura francófona dentro do Canadá, de maioria anglófona, no idioma francês é observada uma pobreza de vocabulário, a pessoa francófona evolui em um ambiente onde as coisas geralmente são de origem estrangeira, o seu vocabulário está cheio de empréstimos ingleses; há uma contaminação sintática e semântica, é falada uma mistura dos dous idiomas; há uma contaminação fonética, é pronunciado o francês com sotaque inglês.
Professores de origem colombiana avaliaram o espanhol dos seus alunos porto-riquenhos. Porto Rico está sob um processo contínuo de colonialismo cultural, onde a língua inglesa é a língua da administração e do poder, e a língua espanhola a inferiorizada.
Os estudantes falantes nativos de espanhol tem um standard inferior nas aulas de espanhol em comparação com os alunos de língua materna inglesa, contrariamente ao esperável.
E em geral, inferiores qualificações em outras matérias. Esta dificuldade com as outras matérias dentro do sistema educativo era pensada por serem crianças de fala espanhola, com dificuldades de percepção em aulas ministradas em inglês.
Mas, em palavras de um professor dirigidas a estes alunos porto-riquenhos, depois de ter sido feito o estudo: "Agora percebi: vocês não tem nenhum idioma".
Para Fanon a alienação colonial, gera um complexo de inferioridade no sujeito colonial. A língua da colonização constitui um dos principais veículos através dos quais o complexo de inferioridade se manifesta, determinando, assim, o nível de civilidade e humanidade.
Quando se consegue instilar em uma pessoa uma atitude depreciativa em relação à sua própria língua, consegue-se introduzir nela uma atitude depreciativa em relação a si mesma.

## A religião como elemento na colonização cultural
A colonização religiosa costuma ser um aspeto da colonização cultural, mesmo culturicida.
No antigo Reino Suevo, na altura do s.VI, estabelece-se a religião católica como religião do reino. O bispo de Braga, Martinho de Dume, redige umas normas no livro De correctione rusticorum (Da Correção dos rústicos) onde trata de anular práticas culturais do povo, e impôr umas novas. Por exemplo podem ser lidas entre outras normas e críticas:
| “ | Celebrar as festas de Vulcano e do início do mês, guarnecer mesas, pôr ramos de louro, entrar com o pé direito, derramar cereais e vinho sobre o fogo a arder, deitar pão nas fontes, que é isso senão culto ao diabo? | ” |

No cristianismo, no catolicismo, a "divulgação religiosa" é justificada desde os evangelhos:
E disse-lhes: Ide por todo o mundo, pregai o evangelho a toda criatura. Marcos 16:15
Portanto ide, fazei discípulos de todas as nações, batizando-os em nome do Pai, e do Filho, e do Espírito Santo. Mateus 28:19
A difusão religiosa também está no Islão. O conceito de yihad, "esforço" obriga a difundir a sua crença.
Apenas estas duas religiões, o cristianismo e o islão, têm como mandato espalhar suas crenças, tendo a conversão como objetivo principal. Isto nasce de um apriorismo no que estas religiões se auto-definem como as únicas verdadeiras ou válidas. Alguma religião pode levar em si o preceito da condenação dos não crentes que é outro elemento mais que indiretamente move à sua divulgação.
O final do século XV e o século XVI é momento do nascimento na Europa, na Coroa de Castela e Portugal, da onda colonizadora. Época que está marcada por vários feitos históricos destacáveis, onde a religião tem um papel fundamental:
A conquista de Al-Andalus com a expulsão de muçulmanos e judeus.
A colonização americana.
A colonização e escravatura africana.
A colonização religioso-cultural interna da Europa, eliminando o conhecimento ancestral rural, censurado por poderes religiosos.
A conquista e colonização americana está gerida pelos mesmos parâmetros que a conquista dos territórios muçulmanos da Península Ibérica, onde além de haver um fator de ganho de território, havia um elemento ideológico de intolerância religiosa.
Os métodos de colonização e dominação usados contra Al-Andalus levaram-se para o continente americano. A guerra contra Al-Andalus foi tão importante nas mentes dos conquistadores espanhóis que Hernán Cortés, conquistador do atual território do México, confundiu os templos sagrados astecas com mesquitas.
O projeto da monarquia espanhola de criar uma correspondência entre a identidade do Estado (religiosa e cultural) e a identidade da população dentro dos seus confins territoriais, foi a origem da ideia do Estado-nação na Europa.
É nesse intento de criação de identidade única que a cultura de um único reino, o de Castela, é imposta nos reinos que governa a coroa, nos reinos e territórios conquistados e nas terras colonizadas. A destacar que nesta altura é escrita a primeira Gramática Castelhana (1492), cujo autor Nebrija no seu prólogo escreve «que sempre a língua foi companheira do império».
Além do genocídio, a conquista de Al-Andalus esteve acompanhada de um epistemicídio, é dizer, o extermínio do conhecimento, o extermínio das fontes da cultura.
As bibliotecas das cidades do Al-Andalus, como a de Córdova (a que mais livros tinha do mundo em aquela altura) ou a de Granada foram queimadas no processo de conquista. Também na conquista americana os códices maias e astecas ou os quipos andinos foram queimados.
Outro sistema de imposição cultural e religiosa foi o da encomienda. Era uma forma de trabalho forçado que foi usado na conquista de Al-Andalus no que o encomendero submetia a escravatura aos mouriscos e vigiava a sua conversão ao catolicismo, isso foi levado para a América conquistada pela Espanha e aplicada à população autóctone.
No Brasil a colonização foi pelas armas, com violência e escravatura. Mas também com colonização religiosa, onde a ação cultural foi principal. Colonização religiosa gerida principalmente desde a Companhia de Jesus que chega no 1549.
O trabalho dos padres jesuítas era visitando de forma itinerante as povoações indígenas, atividade que não conseguia impor a nova religião.
Para Manuel da Nóbrega o primeiro Provincial do Brasil e do Novo Mundo, a conversão devia assentar-se no uso persuasivo do medo, medo punitivo provocado pela ira divina; os povos indígenas tinham que ser submetidos à força para só então, serem convertidos pela persuasão.
A Companhia de Jesus cria aldeamentos, missões, onde era obrigado que as gentes nativas se assentassem, nas que a Companhia exercia o poder religioso e por vezes o administrativo.
| “ | Hei por bem e encomendo muito, rogo e encarrego aos ditos Religiosos da Companhia penetrem quanto for possível aos ditos Sertões e façam neles as residências necessárias convenientes, levantando igrejas para cultivarem os ditos Índios na fé e os conservarem nela, e para que vivam com a decência cristã e deixem seus bárbaros costumes lhe encomendo também que os exortem e industriem a cultivar as terras conforme a fecundidade e capacidade delas (...). E descendo os ditos Religiosos outros Índios do Sertão, as Aldeias que deles se formarem, serão administradas e doutrinadas por eles, assim por que convém que todos o sejam por uma só Religião no mesmo reino e província na forma que está ordenado na Índia e Brasil. Provisão sobre a repartição dos Indios do Maranhão e se encarregar a conversão d'aquella gentilidade aos Religiosos da Companhia de Jesus, (1-Abril-1680). | ” |

O Padre jesuíta Antônio Vieira cria um corpo normativo chamado de Visita, onde pormenorizadamente regula a missão ou aldeamento, trata de inúmeras matérias, de diversificada índole pois a finalidade em si era a criação de um povoado novo. Abrange questões religiosas, espirituais, catequéticas, escolares, sociais, econômicas, sacramentais, hospitalares, linguísticas, civis...
| “ | ....todos os nossos, para a escola, que estará da portaria para dentro; aonde os mais hábeis, se ensinarão a ler e escrever, e havendo muitos se ensinarão também a cantar, e tanger os instrumentos para beneficiar os ofícios divinos; e, quando menos, se ensinará a todos a doutrina cristã, e em caso que o não possa fazer o padre, ou será seu companheiro, que sempre é o que mais convém, ou fará algum moço dos mais práticos na doutrina, e bem acostumado... | ” |

O colonialismo da mão da religião, nestes aldeamentos também foi agrícola. Um agrônomo instruía os indígenas no modo de produção europeu, considerado mais eficiente que as práticas agrícolas próprias da sua cultura.
O médico ministrava os remédios do colonizador, apagando-se saberes medicinais do povo.
Os professores alfabetizavam a população para que tivesse o contato com a Bíblia, para realizar a leitura desta, atividade principal na catequese, base do ensinamento dos valores cristãos.
Esta colonização religiosa e cultural ainda está a acontecer no Brasil do século XXI, levada adiante por diversas religiões, sobretudo cristãs.
As missões católicas, apenas por volta dos anos sessenta do passado século, alteraram seu modo de evangelização para a inculturação, passando a tentar compreender a cultura nativa. Tal alteração de ideologia foi devida ao Concílio do Vaticano II e à Conferência de Medellín.
Tentam conciliar os rituais e as festas indígenas às comemorações religiosas cristãs, como Páscoa e Natal, criando umas festas “mistas”. Também, respeitam os objetos xamânicos simbólicos dos índios, até mesmo fazendo uso deles em cerimônias católicas.
Outras igrejas condenam os rituais indígenas, as suas danças, festas, bebida (caxiri), artefatos xamânicos... Procurando um rompimento com a forma de vida tradicional e a adesão a valores apresentados como possuidores de validade universal.
Esta forte colonização cultural feita pela religião é por vezes justificada como um auxílio para que os indivíduos de culturas minoritárias possam se relacionar com o Estado, a administração, outros povos da vizinhança, também como um jeito de eliminar os maus costumes, e no seu caso preservar os bons, julgados como bons ou maus desde o eurocentrismo.

## A língua na colonização cultural
Kembo-Sure e Victor Webb estabelecem um relacionamento direto entre língua e pensamento:
a) a língua determina causalmente o pensamento e a percepção;
b) a língua determina o pensamento e a percepção, não de uma maneira causal mas sim do ponto de vista constitutivo;
c) a cultura encontra-se numa relação causal e determinista com a língua;
d) as mudanças culturais têm grande impacto na língua, mas não de forma causal.
A hipótese de Sapir-Whorf (1930) afirma que a língua determina a nossa visão do mundo, ou de outro modo o pensamento deriva da linguagem. Desenvolvendo isto é estabelecida a tese da cosmovisão linguística: o uso de uma determinada língua implica, necessariamente, a adoção da cultura de onde a língua é originária.
Fanon assumiu uma postura construtivista, acreditando que a língua é o que forma o nosso mundo. Para Fanon, o uso da língua do colonizador tem consequências na psicologia do colonizado. A língua reforça o estado alienado do sujeito colonial, dado que o uso da língua colonial significa, não só uma total identificação com a cultura metropolitana, mas também uma desaprovação e ridicularização da cultura nativa.
Por este conhecimento da relação direta entre língua e pensamento, ou já for de maneira empírica, é entendível que nos processos de dominação de umas nações sobre outras seja usada a língua como "arma", impondo o idioma do colonizador sobre os indivíduos ou sociedades que o poder quer governar.
A tese posta em evidência por Paulo Freire fala que os sistemas educativos estatais não são neutrais, que a educação é pensada para criar um tipo de cidadão, para que se desenvolva um tipo de sociedade. A língua do colonizador, obrigada dentro do sistema educativo, é ferramenta aplicada nos processos de colonização cultural.
Esta utilização da educação e da língua como arma de colonização pode ser observada no Diretório dos Índios:
Diretório que se deve observar nas povoações dos índios do Pará e do Maranhão enquanto sua majestade não mandar o contrário, publicado em 3 de maio de 1757 e transformado em lei por meio do alvará de 17 de agosto de 1758:
| “ | Sempre foi maxima inalteravel entre as Nasçoens, que conquistarão novos dominios introduzir Logo nos Povos novamente Conquistados o seu proprio Idioma por ser indisputavel hum dos meyos mais efficazes para os apartar das Rusticas barbaridades de Seus antigos Costumes, e ter mostrado a experiencia, que ao mesmo passo, que Se introduz nelle o uso da Lingoa do Principe, que os domina, Selhes radica tambem o afecto, veneração, e obediencia; observando pois todas as Nasçoens polidas do Orbe este prudente, e Solido Systema, nesta Conquista Sepracticou tanto pelo Contrario, que Só Cuidarão os primeyros conquistadores de estabelecer nella o uso da Lingoa a que chamão geral, invenção verdadeiramente diabólica para que privados os Indios de todos os meyos, que os podião Civilizar, permanecesem na Rustica, e barbara Sugeição em que até agora Se Conservão. Para desterrar este perniciozo abuzo, Serâ hum dos principaes cuidados dos Directores estabelecer nas Suas Respectivas V[il]as ou Lugares uso da Lingoa portugueza, não consentindo de modo algum, que os meninos, e meninaz, que pertencerem as Escollas, e todos aquelles Indios, que forem capazes de instrucção nesta materia, uzem da lingoa propria das Suas Naçoens, ou da chamada geral; mas unicamente da portugueza na forma que S. Mag[estad]e tem recommendado em Repetidas Ordens, que até agora se não observarão com total Ruyna espiritual e temporal do Estado. Para subsistencia das Sobreditas Escollas haverâ hum Mestre, e huã Mestra, que devem Ser pessoas dotadas de bons Costumes prudencia, e Capacidade, de Sorte, que possão desempenhar as Obrigaçoens dos Seus empregos, as quaes Se destinarâ o emolumento de meyo tustão por mês de Cada descipulo, e meyo alqueire de farinha por anno na occazião da Colheyta, pago pelos Pays dos mesmos Indios, ou pelas pessoas em cujo poder viverem Concorrendo Cada hum com a porção, que lhe Competir em dinheyro, ou effeitos, o que prezentemente Se Regula em attenção a grande mizeria e pobreza a que Seachão reduzidos: no Cazo porem de não haver nas Villas, ou Lugares pessoa alguã que possa Ser Mestra de meninas poderão estas ate a idade de nove annos ser instruidas na dos meninos, na qual se lhes ensignarâ o que a estes deyxo referido para que juntamente com as infaliveis verdades da nossa Sagrada Religião adquirirão com mayor felicidade o uso da lingoa portugueza. | ” |

Neste diretório é para destacar como é estabelecida uma relação direta entre o uso do idioma nativo e o "ser bárbaro" (na conceição de barbaridade exposta anteriormente): o idioma civilizado provocaria a civilização dos costumes, e a "lingoa do príncipe" acarretaria "afecto, veneração, e obediencia" dos povos conquistados. Destacar também que na altura do século XVIII a língua tupi era a língua de intercomunicação, língua à qual se refere o texto legislativo com o nome de "língua geral" sobre a que cai pejoração e o seu banimento.
Outro exemplo de situação de colonização cultural linguística, extensível a outras nações em processos semelhantes, pode ser estudado com o caso das línguas gaélicas, línguas próprias da Irlanda e da Escócia, ambas as nações sob colonialismo cultural inglês. No caso escocês como colonialismo interno dentro do reino da Grã-Bretanha. E no caso irlandês como nação colonizada exteriormente, conquistada
A introdução da lei "the education act" de 1872 na Escócia, a educação obrigatória, determinou o uso exclusivo no ensino médio do inglês. Os alunos que falavam gaélico eram frequentemente mofados por outros colegas de turma, castigados corporalmente pelos seus professores.
Nas National schools na Irlanda, "escolas nacionais", estabelecidas pelo governo britânico no 1831, foi proibido o ensino e mesmo falar em gaélico.
Hoje em dia os falantes de gaélico são uma minoria. Assim na Irlanda 39.8% das pessoas falam gaélico. Na Escócia apenas o 1.1%.